# Arcuphantes keumsanensis
Arcuphantes keumsanensis là một loài nhện trong họ Linyphiidae.
Loài này thuộc chi Arcuphantes. Arcuphantes keumsanensis được Kap Yong Paik & Seo miêu tả năm 1984.